# Forte de Santa Cruz (Velas)

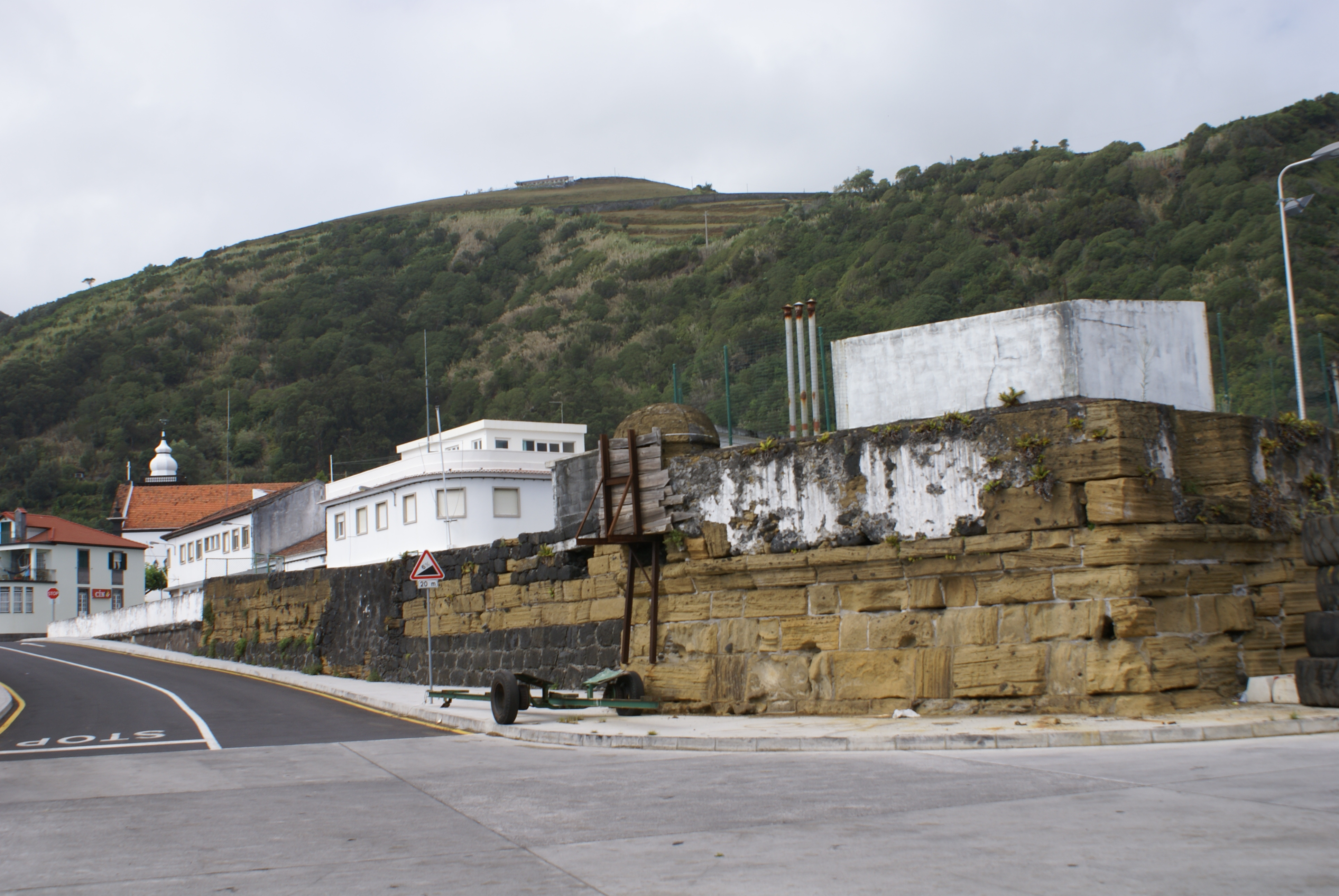
Forte de Santa Cruz, Velas.

O Forte de Santa Cruz, também referido como Castelo de Santa Cruz, Reduto de Santa Cruz e Forte das Velas, localiza-se na freguesia das Velas, concelho de mesmo nome, na costa sul da ilha de São Jorge, nos Açores.
Em posição dominante sobre a baía das Velas, constituiu-se em uma fortificação destinada à defesa deste ancoradouro contra os ataques de piratas e corsários, outrora frequentes nesta região do oceano Atlântico. Cruzava fogos, a oeste, com o Forte de Nossa Senhora da Conceição.

## História
Por Provisão Régia datada de 4 de junho de 1572, Sebastião I de Portugal determinou fossem executadas obras de fortificação nas ilhas do Faial e de São Jorge.
Desse modo, e em resultado de uma inspeção às ilhas efetuada pelo Desembargador Fernão de Pina Marecos foi enviado a São Jorge o encarregado das fortificações do Reino, Álvaro Fernandes, com a missão elaborar projetos e executá-los. Para garantir os recursos necessários, aplicou-se um imposto de 2% para a construção das fortificações e muralhas ao longo da orla das vilas. Consigo, trazia já alguns estudos de Fernão de Pina Marecos e Tommaso Benedetto, pelo que este último poderá ter tido alguma influência na traça do principal forte da ilha, este Forte de Santa Cruz.
As obras terão arrancado efetivamente no contexto da Dinastia Filipina, como reduto integrante da fortificação do cais principal das Velas. A sua traça dever-se-á ao capitão Marcos Fernandes de Teive oficial que, por ordem régia, visitou todas as ilhas do arquipélago na Primavera e Verão de 1618 para projetar e ativar todas as fortificações necessárias, assim como para reorganizar as milícias.
No contexto da Guerra da Sucessão Espanhola (1702-1714) terá sido insuficiente defesa quando do assalto do corsário francês René Duguay-Trouin em 20 de setembro de 1708. Na ocasião, uma força de 200 homens desembarcou e invadiu a vila das Velas onde, diante da deserção dos moradores, reabasteceu-se dos víveres de que necessitava.
Encontra-se referido como "O Reduto de Santa Cruz sobre o Porto." na relação "Fortificações nos Açores existentes em 1710".
Devido ao abandono caiu em ruínas, vindo a ser reconstruído no século XIX.
SOUSA (1995), em 1822, ao descrever o porto de Velas refere: "(...) o castelo de Santa Cruz de 26 peças, (...).".
A "Relação" do marechal de campo Barão de Bastos em 1862 informa que se encontra em bom estado, e observa:
"Por officio do Ministro da Guerra de 4 de Fevereiro de 1859 forão mandados conservar devidamente guardados. Defendem bem o porto que é o principal da Ilha, e contribuem para lhe certo respeito e importância; com tudo não há forma militar para os guarnecer, e somente ali existe um Official de Veteranos, e duas praças que vegião pela sua conservação."
Foi arrendado em 1899 e, em 1900 cedido à Guarda Fiscal.
Em 1911 foi dada autorização para que a Câmara ali estabelecesse um posto de desinfeção.
Em 1924 principiou a perder faixas de terreno, entretanto arrendadas para diversas finalidades, diversos fins como por exemplo para a indústria baleeira.
No contexto da Segunda Guerra Mundial, em 1941 mantinha uma guarnição da Guarda Fiscal.
Em 1965, quando da construção do Cais das Velas, uma cortina das antigas muralhas do forte foi demolido para dar acesso às infraestruturas portuárias.
Atualmente subsistem apenas restos das muralhas do lado oeste da primitiva estrutura, visível a partir da rua Dr. Miguel Bombarda.

## Características
Fortificação do tipo abaluartado, apresentava planta no formato de um retângulo irregular, em alvenaria de pedra de basalto e tufo vulcânico. Dispunha de duas guaritas, das quais apenas uma subsiste. Em seus muros rasgavam-se nove canhoneiras ou, eventualmente, doze.